# Прорвавшие блокаду
Прорвавшие блокаду,также Прорыв блокады и Сквозь блокаду (фр. Les forceurs de blocus) — рассказ французского писателя-фантаста Жюля Верна, впервые напечатанный в 1865 году в журнале Musée des familles. 

## История создания и переводы
Впервые рассказ появился на страницах журнала Musée des familles в октябре 1865 года под названием «Études de moeurs contemporaines. Les forceurs de blocus». В 1871 году рассказ появился в одном сборнике с произведением «Плавающий город» (фр. Une ville flottante) из цикла Этцеля «Необыкновенные путешествия» (фр. Voyages extraordinaires).
Впервые на русском языке рассказ вышел летом 1873 года под названием «Сквозь блокаду», через три года — под названием «Нарушители блокады».
На русском языке имеется несколько вариантов перевода рассказа:
- Жюль Верн. Прорвавшие блокаду / пер. Михеева М.. — Агентство Томпсон и К°. Рассказы. — М.: Ладомир, 1994. — 422 с. — (Неизвестный Жюль Верн). — 100 000 экз. — ISBN 5-86218-108-35.
- Жюль Верн. Прорыв блокады / пер. Б. Акимов. — Робур-Завоеватель. Властелин мира. Прорыв блокады. — М.: Мир книги, Литература, 2008. — (Жюль Верн. Собрание сочинений). — ISBN 978-5-486-02206-7.
- Жюль Верн. Сквозь блокаду / пер. Т. Райль. — Север против юга. Сквозь Блокаду. — М.: Вече, 2017. — 480 с. — 3000 экз. — ISBN 978-5-4444-5089-5.

## Сюжет

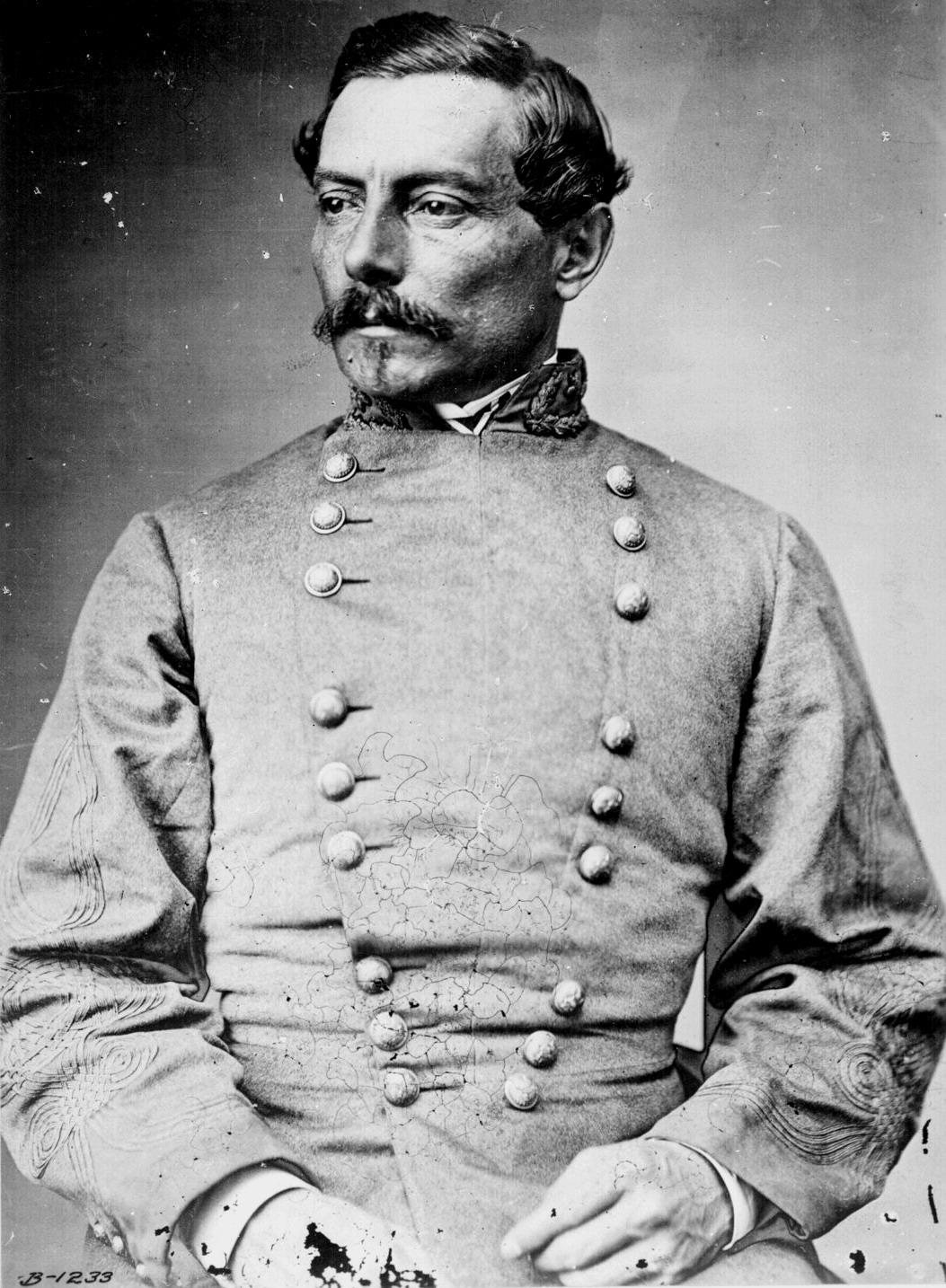
Генерал Борегар

Гражданская война в США. Молодой британский коммерсант Джеймс Плейфейр плывёт на пароходе «Дельфин» с грузом хлопка к южанам по приказу своего дяди Винсента, главы компании «Винсент Плейфейр и К°». Прямо перед отплытием на корабль в матросы напросился некий Крокстон, взявший с собой племянника Джона Стиггса.
В Атлантическом океане на корабль пришло послание от северян. Помощник капитана Плейфейра, мистер Мэтью, считает Крокстона и Стиггса лазутчиками и хочет наказать первого. Но второй подходит к Плейфейру и хочет поговорить с ним наедине. Выясняется, что Стиггс — девушка, мисс Дженнифер Холлибот, дочь пленного северянина Джонатана Холлибота, спешащая к нему на помощь. Плейфейр, влюбившийся в девушку, соглашается помочь ей.
«Дельфин», успешно миновав союзную блокаду, прибывает в Чарлстон. Крокстон, переодевшись тюремщиком, освобождает Холлибота. Но беглецов настигают спохватившиеся южане и обстреливают корабль. «Дельфин» вновь уплывает целым и невредимым.
В Англии, в церкви Сент-Мунго, Плейфейр и мисс Холлибот венчаются. Дядя Винсент, радуясь свадьбе племянника, в то же время доволен полученной от продажи хлопка выгодой.